# Semiothisa phaeostigma
Semiothisa phaeostigma är en fjärilsart som beskrevs av Fletcher 1958. Semiothisa phaeostigma ingår i släktet Semiothisa och familjen mätare. Inga underarter finns listade i Catalogue of Life.